# Gehypochthonius xarifae
Gehypochthonius xarifae är en kvalsterart som beskrevs av Karl Strenzke 1963. Gehypochthonius xarifae ingår i släktet Gehypochthonius och familjen Gehypochthoniidae. Inga underarter finns listade i Catalogue of Life.